# Hartmuth C. Kolb

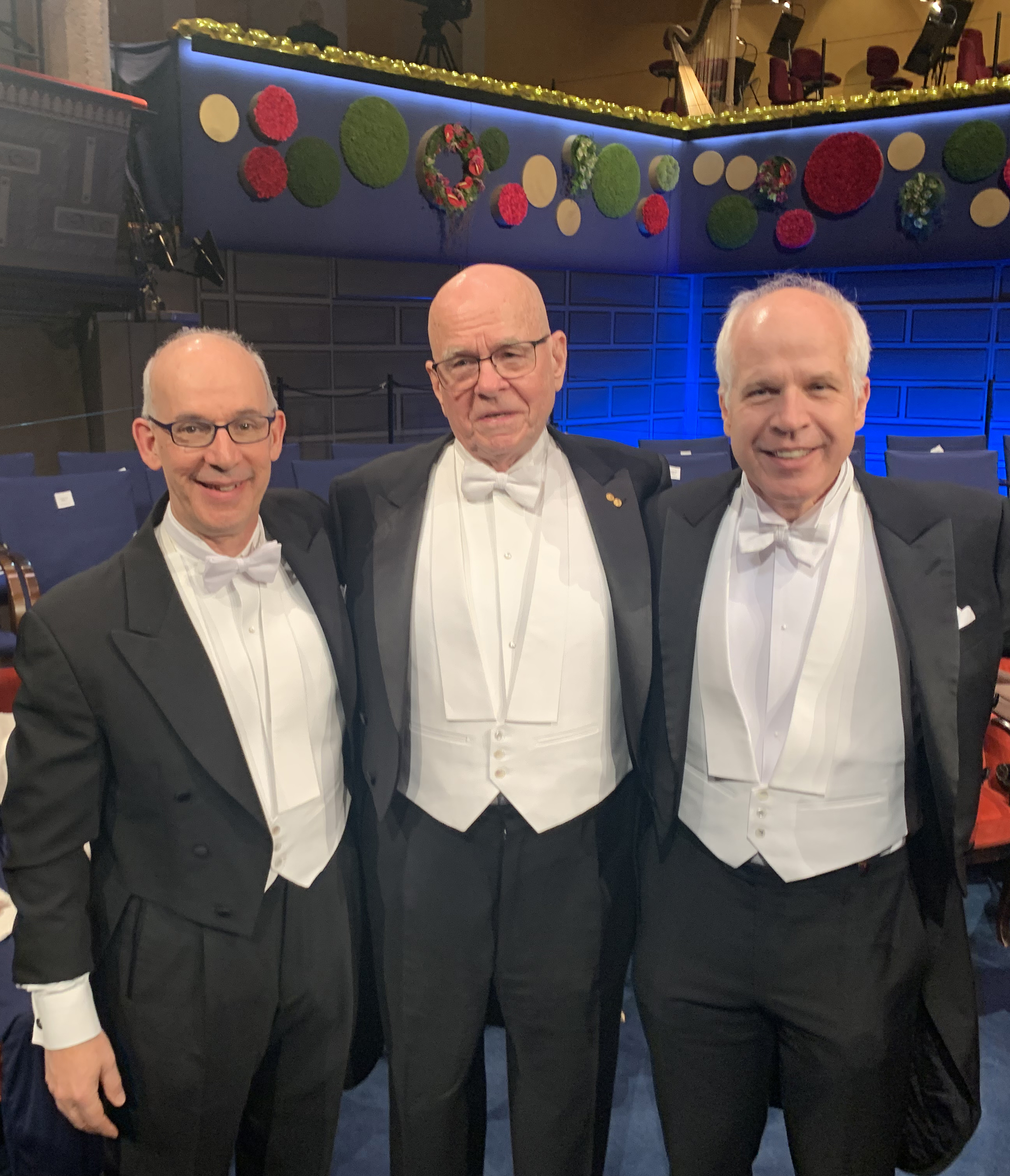
M. G. Finn, Barry Sharpless und Hartmuth C. Kolb (2022)

Hartmuth Christian Kolb (* 10. August 1964) ist ein deutscher Chemiker. Er gilt als einer der Begründer der Click-Chemie.

## Leben
Nach dem Abitur in  Marsberg 1983 studierte Kolb an der Universität Hannover. Er wurde als akademischer Schüler von  Steven Ley am Imperial College London mit einer Arbeit zur präparativen organischen Chemie (Synthesis of the decalin fragment of Azadirachtin) promoviert. Als Postdoktorand arbeitete er bei Barry Sharpless am Scripps Research Institute in La Jolla, Kalifornien. Anschließend arbeitete er von 1993 bis 1997 in der Forschungsabteilung von Ciba-Geigy in Basel, bevor er in leitender Position in das von Sharpless und A. Bader  gegründete Unternehmen Coelacanth Corporation nach Princeton, New Jersey, ging. Coelacanth wurde schließlich von Lexicon Pharmaceuticals aufgekauft.
2002 erhielt Kolb eine Professur (Associate Professor) in der Abteilung für Chemie des Scripps Research Institute. Später erhielt Kolb eine Professur an der University of California, Los Angeles.
2004 ging Kolb zurück in die Industrie und wurde Vizepräsident der Abteilung Molecular Imaging Biomarker Research bei Siemens Healthcare in Culver City, Kalifornien. 2013 verkaufte Siemens zwei der dort entwickelten Substanzen an Eli Lilly and Company. Gleichzeitig wechselte Kolb als Vizepräsident für Forschung zu Avid Radiopharmaceuticals in Philadelphia, Pennsylvania, einer Tochter von Eli Lilly and Company. Seit 2014 ist er bei Janssen Pharmaceutica, einer Tochter von Johnson & Johnson.

## Wirken
Gemeinsam mit Barry Sharpless entwickelte Kolb das Konzept der Click-Chemie, einen Ansatz, Synthesen zu vereinfachen, in dem man sich auf wenige chemische Reaktionen konzentriert, die ähnlich auch in der Natur vorkommen. Die zugehörige wissenschaftliche Veröffentlichung Click chemistry: diverse chemical function from a few good reactions wurde (Stand 2023) fast 16.000 mal zitiert. Kolb verfeinerte die Methode, in dem er sie als in-situ-Click-Chemie mit Verfahren der Mikrofluidik kombinierte (siehe auch Lab-on-a-Chip). So lassen sich besonders leicht neue Inhibitoren für verschiedene Enzyme synthetisieren. Neuere Arbeiten Kolbs befassen sich mit der Synthese neuer Tracer für die Positronen-Emissions-Tomographie (zum Beispiel zum Nachweis des Tau-Proteins bei der Alzheimer-Krankheit) und mit der klinischen Testung dieser Tracer.